# Probarbus
Genre
Statut CITES
Probarbus est un genre asiatique de poissons d'eau douce et saumâtre de la famille des Cyprinidae.

## Description
En 1880, Sauvage définit ce genre comme suit :

« Bouche conformée comme celle des Barbus. Dents pharyngiennes sur une seule rangée, en forme de molaires. Deux barbillons. Dorsale courte, opposée aux ventrales, avec un rayon osseux. Anale courte. »

## Liste des espèces
Selon GBIF (3 décembre 2024) :
- Probarbus jullieni Sauvage, 1880
- Probarbus labeamajor Roberts, 1992
- Probarbus labeaminor Roberts, 1992

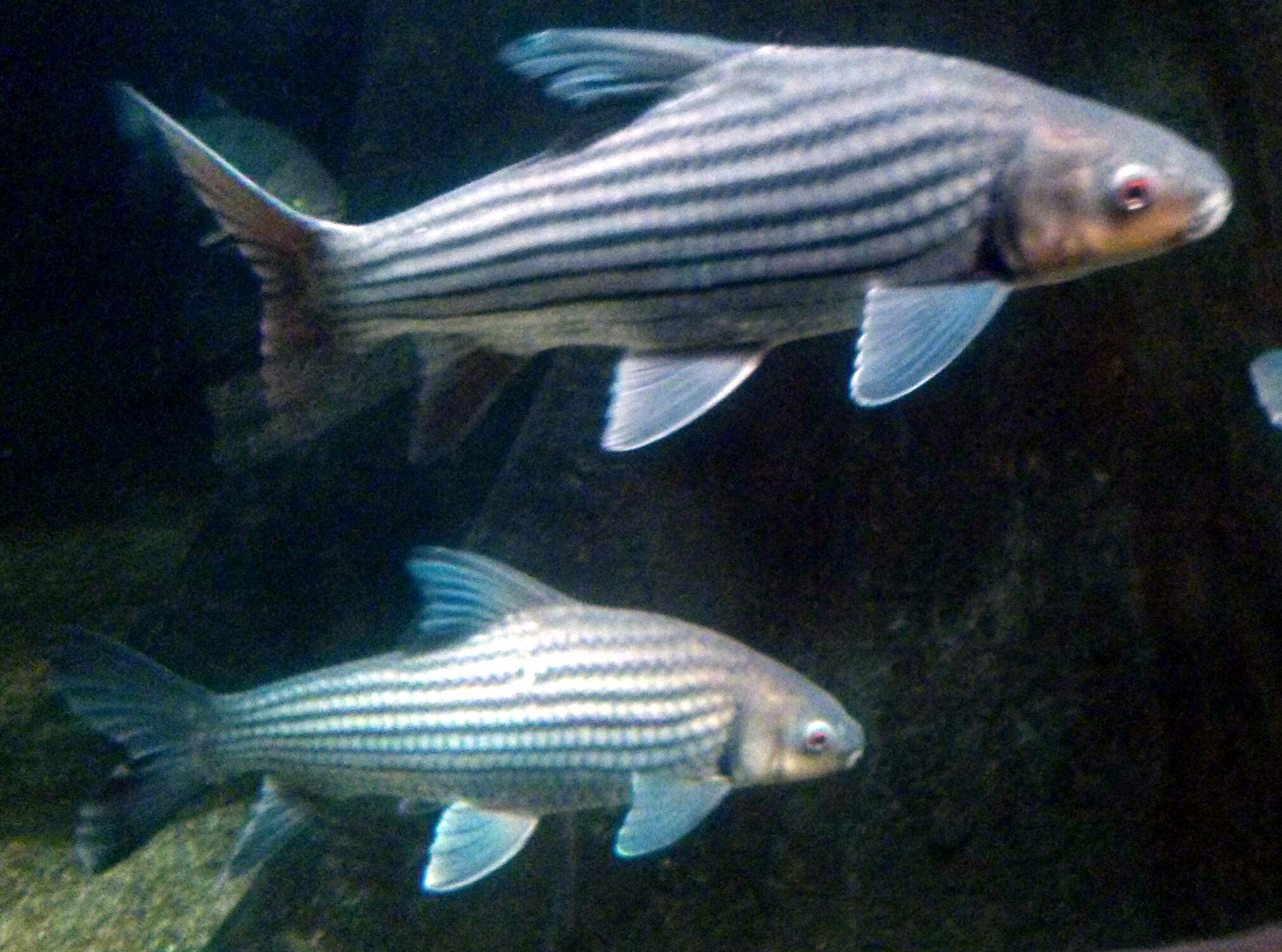
Probarbus labeamajor

## Systématique
Le nom valide complet (avec auteur) de ce taxon est Probarbus Sauvage, 1880,.

### Étymologie
Le nom générique, Probarbus, est la combinaison du grec ancien πρό (pró), « en avant, auparavant, pour », et du genre Barbus. Cette étymologie n'a pas d'explication avérée, mais décrirait des poissons dont la gueule ressemblerait à celles des Barbus (genre aujourd'hui classé dans une autre sous-famille et qui était alors un genre fourre-tout de poissons africains et européens).

### Publication originale
- H. E. Sauvage, « Notice sur quelques poissons de l'île Campbell et de l'Indo-Chine », Bulletin de la Société philomathique de Paris, Paris, 7e série, vol. 4,‎ 1880, p. 228-233 (ISSN 0366-3515, lire en ligne, consulté le 3 décembre 2024).